# 相横歩取り
相横歩取り（あいよこふどり、英: Double Side Pawn Picker）は、将棋の戦型である横歩取りの戦法の一つ。

| 9  | 8  | 7  | 6  | 5  | 4  | 3  | 2  | 1  |    |
| 香 | 桂 | 銀 | 金 | 王 |    | 銀 | 桂 | 香 | 一 |
|    |    |    |    |    |    | 金 |    |    | 二 |
| 歩 |    | 歩 | 歩 | 歩 | 歩 |    |    | 歩 | 三 |
|    |    |    |    |    |    | 飛 |    |    | 四 |
|    |    |    |    |    |    |    |    |    | 五 |
|    |    | 飛 |    |    |    |    |    |    | 六 |
| 歩 |    |    | 歩 | 歩 | 歩 | 歩 |    | 歩 | 七 |
|    | 銀 | 金 |    |    |    |    |    |    | 八 |
| 香 | 桂 |    |    | 玉 | 金 | 銀 | 桂 | 香 | 九 |

通常の横歩取り戦法では後手が一歩損のまま序盤戦を戦わなければならないため、この損を嫌って後手も横歩取りをする戦法である。横歩を取るために後手から角交換をしなければならないため、後手が手損する形となるものの、先手陣が上ずり隙が多くなる側面もあるため、後手が一方的に損であるとは言い切れない。飛車角総交換など、激しい戦いになる例が多くみられる。

## 戦法の詳細と近年の傾向
初手から▲7六歩△3四歩▲2六歩△8四歩▲2五歩△8五歩▲7八金△3二金▲2四歩△同歩▲同飛△8六歩▲同歩△同飛▲3四飛と進んだ横歩取りの共通手順から、△8八角成▲同銀△7六飛の手順で後手も横歩を取るのが相横歩取りの基本形である（図1）。
図1では先手は7八の金取りを受けなくてはならない。受け方としては▲7七歩・▲7七桂・▲7七銀があり、プロの実戦では圧倒的に▲7七銀が多い。
▲7七銀に対しては△7四飛と引く一手。ここで▲7四同飛と飛車交換する手と▲3六飛と交換を拒否する手に分かれる。ここで先手が飛車交換をすれば超急戦となり、拒否すれば持久戦となる。
プロの実戦でも、以前は飛車交換拒否型も見られた（例:1989年の第38回NHK杯谷川対羽生戦）が先手後手ともに指し手が難しく、近年は飛車交換型が圧倒的に多い。
第84期(2013年度)棋聖第2局(渡辺対羽生戦)では、相横歩取りに誘導した後手の羽生に対し、渡辺は▲7七桂と跳ねて、飛車交換のない比較的穏やかな順を選んだ。結果は86手で羽生が勝利した。
飛車交換後は▲8三飛や▲4六角が考えられる。従来は▲8二歩△同銀▲5五角が定跡手順とされていたが、▲4六角と打つ手が青野照市により発見されたため廃れた。現在は▲4六角が主流である。後手が△8二角と受ければ▲8二同角成△同銀▲5五角と進み、従来の手順よりも一歩得となる。そのため、△8二角に代えて△7三角といった受けや、反撃の含みを持たせる△8六歩▲8八歩△8二角とする対応や、少し捻った筋として△6四歩とする受けも試みられている。また真田流と呼ばれる△2七角と打つ手もあり、難解である。
▲4六角に対して△8二角とした場合は、▲同角成△同銀▲5五角と進む。ここで後手は△8五飛とする手があり、後手が少し指せるのではないかと思われていたが、大山康晴により▲8六飛と合わせる手が発見された。△5五飛は▲8二飛成で後手不利なので△8六同飛の一手。先手は▲同銀となる。ここで後手は△2八歩が勝負手である。単に△2五飛と打つのは当たりが弱く、▲8二角成で不利なので、△2八歩に▲同銀と取らせてから△2五飛と当たりを強める狙いである。よって先手も▲同銀とは取れず、▲8二角成と攻め合いにでる。以下△2九歩成▲4八銀△3八歩▲8一馬△3九歩成▲同銀△同と▲同金△5五角▲7二銀△3七角成と進む。手順中△3八歩を▲同金と取ると△２六桂で攻めが速くなってしまうので▲同金とは取れない。また▲7二銀に代えて▲6三馬は△5二銀と固められて先手不利。以下複雑だが、正確に指せば先手が良くなると考えられている。
△8二歩と受けるのは自然な手に見えるが、その場合、▲8三歩△7二金▲8二歩成△同銀▲8三歩（29手目）と進み、△同金ならば▲8四歩△7三金▲同角△同桂▲8一飛で先手良し。▲8三歩（29手目）に対して△7三銀とすれば、▲同角成△同桂▲8二歩成△同金▲7一飛△6一飛▲8三歩△7一飛▲8二歩成で飛車が詰む形となり、飛車交換で角と金銀の交換の2枚替えとなり、やはり先手良しとなる（図2）。
しかし、この変化では次に△6五桂と跳ねる手があり、次の△5七桂不成を見せる手が絶好で実は難解。以下▲6六銀△7三飛▲8四銀△8五飛と進む。変化に自信がなければ、△8二歩▲8三歩△7二金に対し、▲7三歩と打ち、△同金ならば▲同角成、△同桂▲8一飛で先手良し。△8三金には▲7二歩成△同銀▲8四歩△7三金▲同角成△同桂▲7一飛△6一銀▲9一飛成という慎重な変化もある。
| △持ち駒 飛角二歩四\| 9 \| 8 \| 7 \| 6 \| 5 \| 4 \| 3 \| 2 \| 1 \| \| \| 香 \| \| 飛 \| \| 王 \| \| 銀 \| 桂 \| 香 \| 一 \| \| \| と \| \| \| \| \| 金 \| \| \| 二 \| \| 歩 \| \| 桂 \| 歩 \| 歩 \| 歩 \| \| \| 歩 \| 三 \| \| \| \| 歩 \| \| \| \| \| \| \| 四 \| \| \| \| \| \| \| \| \| \| \| 五 \| \| \| \| \| \| \| \| \| \| \| 六 \| \| 歩 \| \| 銀 \| 歩 \| 歩 \| 歩 \| 歩 \| \| 歩 \| 七 \| \| \| \| 金 \| \| \| \| \| \| \| 八 \| \| 香 \| 桂 \| \| \| 玉 \| 金 \| 銀 \| 桂 \| 香 \| 九 \|▲持ち駒 金銀歩 図2 ▲8二歩成まで（△8二歩と受けた時の変化手順） |    |    |    |    |    |    |    |    |    |
| 9 | 8  | 7  | 6  | 5  | 4  | 3  | 2  | 1  |    |
| 香 |    | 飛 |    | 王 |    | 銀 | 桂 | 香 | 一 |
| | と |    |    |    |    | 金 |    |    | 二 |
| 歩 |    | 桂 | 歩 | 歩 | 歩 |    |    | 歩 | 三 |
| |    | 歩 |    |    |    |    |    |    | 四 |
| |    |    |    |    |    |    |    |    | 五 |
| |    |    |    |    |    |    |    |    | 六 |
| 歩 |    | 銀 | 歩 | 歩 | 歩 | 歩 |    | 歩 | 七 |
| |    | 金 |    |    |    |    |    |    | 八 |
| 香 | 桂 |    |    | 玉 | 金 | 銀 | 桂 | 香 | 九 |

いずれもすぐに寄せ合いに入るほどの激戦である。多くの変化については詰み直前の段階まで研究が進められていて、現在は正確に指せばどの変化でも先手が良くなると考えられている。しかしながら相横歩の権利は後手にあり、先手が研究負けしていると、そのまま負けてしまう危険性を含んでいる。